# Richardson megye
Richardson megye az Amerikai Egyesült Államokban, azon belül Nebraska államban található. Megyeszékhelye és legnagyobb városa Falls City. Lakosainak száma 7871 fő (2020. április 1.). Richardson megye Nemaha, Brown, Pawnee, Doniphan, Nemaha és Holt megyékkel határos.

## Népesség
A megye népességének változása:
| Lakosok száma | 8344 | 8326 | 8269 | 8125 | 8094 | 7871 |
|               | 2010 | 2011 | 2012 | 2013 | 2015 | 2020 |